# Thomas Deitmer

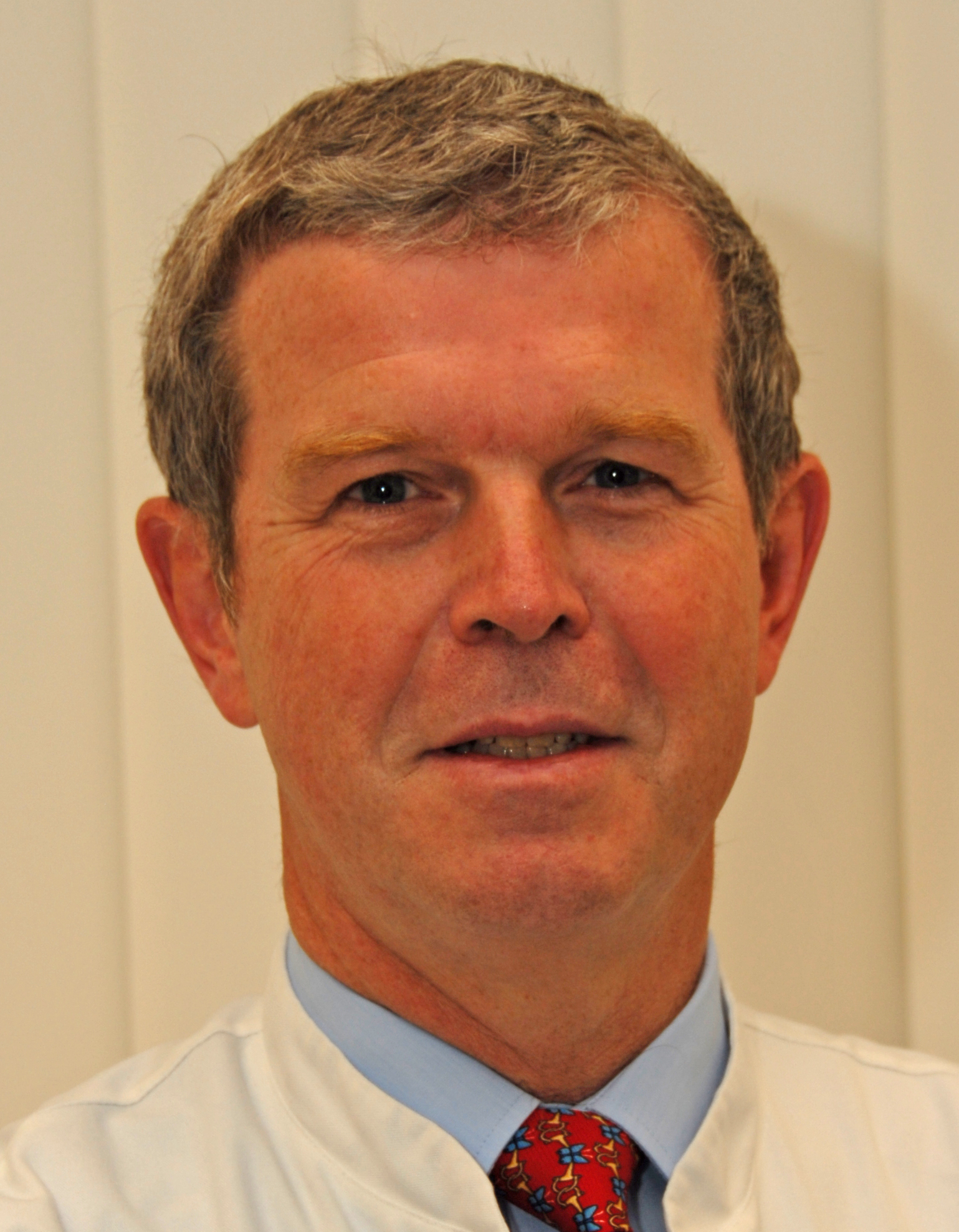
Thomas Deitmer (2009)

Thomas Deitmer (* 18. Juni 1954 in Hemer, Sauerland) ist ein deutscher HNO-Arzt, apl. Professor und Generalsekretär der Deutsche Gesellschaft für Hals-Nasen-Ohren-Heilkunde, Kopf- und Hals-Chirurgie e.V., Bonn.
Er ist spezialisiert auf Kinder-HNO-Heilkunde inklusive Trachealchirurgie bei Kindern und Erwachsenen, Akustikusneurinome und Schädelbasischirurgie, Tumorchirurgie, funktionelle und ästhetische Nasenchirurgie sowie endonasale Nasennebenhöhlenchirurgie.

## Leben
Bis 1979 absolvierte Deitmer in Münster ein Medizinstudium an der Universität Münster und promovierte ein Jahr später. Er war von 1980 bis 1985 als Assistenzarzt und von 1985 bis 1996 als Oberarzt an der HNO-Klinik der Universität in Münster tätig. 1987 erfolgte die Habilitation und Zuerkennung des Titels eines Privatdozenten und der Lehrbefugnis für das Fach Hals-Nasen-Ohrenheilkunde. Im Jahre 1993 wurde Deitmer zum außerplanmäßigen Professor an der Universität Münster ernannt. Deitmer führt die Zusatzbezeichnung „plastische Operationen“ und „spezielle HNO-Chirurgie“.
Im Jahre 1996 war er 6 Monate Chefarzt der HNO-Klinik im Klinikum Augsburg.
Von 1996 bis 2019 war er Direktor der HNO-Klinik mit Abteilung für Phoniatrie und Pädaudiologie am Klinikum Dortmund.  Seit dem 1. August 2019 ist er als Generalsekretär der Deutsche Gesellschaft für Hals-Nasen-Ohren-Heilkunde, Kopf- und Hals-Chirurgie e.V., Bonn, tätig.
Von 2000 bis 2011 war er Vorsitzender der Vereinigung der HNO-Chefärzte in Deutschland. Von 2006 bis 2015 war er Mitglied des Präsidiums der Deutschen Gesellschaft für HNO-Heilkunde, Kopf- und Halschirurgie und bekleidete In den Jahren 2013/2014 dort das Präsidentenamt. Im Jahre 2014 war er Gründungsmitglied der Arbeitsgemeinschaft Pädiatrische HNO-Heilkunde in der Deutschen Gesellschaft für HNO-Heilkunde, Kopf- und Halschirurgie.

## Mitgliedschaften
Deitmer ist Mitglied der Deutschen Gesellschaft für HNO-Heilkunde, Kopf- und Hals-Chirurgie und Mitglied von Arbeitsgruppen und Arbeitsgemeinschaften innerhalb der Gesellschaft. Für die langjährige Leitung der GOÄ-Kommission wurde ihm die Verdienstmedaille der Gesellschaft 2017 verliehen.
Deitmer ist Mitglied und nationaler Delegierter der European Society of Pediatric Otolaryngology, ESPO.
Er ist Mitherausgeber der Zeitschrift Laryngo-Rhino-Otologie.